# Прапор Алітуського повіту
Прапор Алітуського повіту (лит. Alytaus apskrities vėliava) є офіційним символом Алітуського повіту, одного з повітів Литовської республіки.

## Опис
Прапор становить собою прямокутне полотнище зі співвідношенням ширини до довжини як 5:6. На синьому полотнищі срібний воїн в обладунках тримає в правиці золоту алебарду на срібному древку, а лівицею опирається на срібний балтський щит зі золотою главою та основою; на синій облямівці десять золотих литовських подвійних хрестів.

Герб Ягеллонів

## Історія
Прапор Алітуського повіту затверджено разом із гербом Декретом президента Литви за № 70 від 15 вересня 2004 року.
Автор еталонного зображення прапора — художник Арвідас Каждайліс.

## Зміст
Алітуський повіт охоплює більшу частину історичної області Дзукія, включно з її сучасною столицею містом Алітус. За згодою Дзукського культурного співтовариства для символів повіту використано сюжет з герба Дзукії. Цей знак походить з герба Троцького князівства, відомого з печатки великого князя Вітовта з документів початку XV століття.
Синя облямівка з десятьма ягеллонськими хрестами (хрестами з чотирма раменами) — загальний елемент для прапорів повітів Литви. Ягеллонський хрест символізує Литву, число 10 вказує на кількість повітів, золото в синьому полі — традиційні кольори ягеллонського хреста.